# Oscar Olson
Oscar Olson (Comté de Sainte-Croix, 7 octobre 1878 - Wisconsin, Février 1963) fut un ancien athlète et tireur à la corde américain. Il a participé aux Jeux olympiques de 1904 et remporta la médaille d'or avec l'équipe américaine Milwaukee Athletic Club.